# Alfred Hagemann

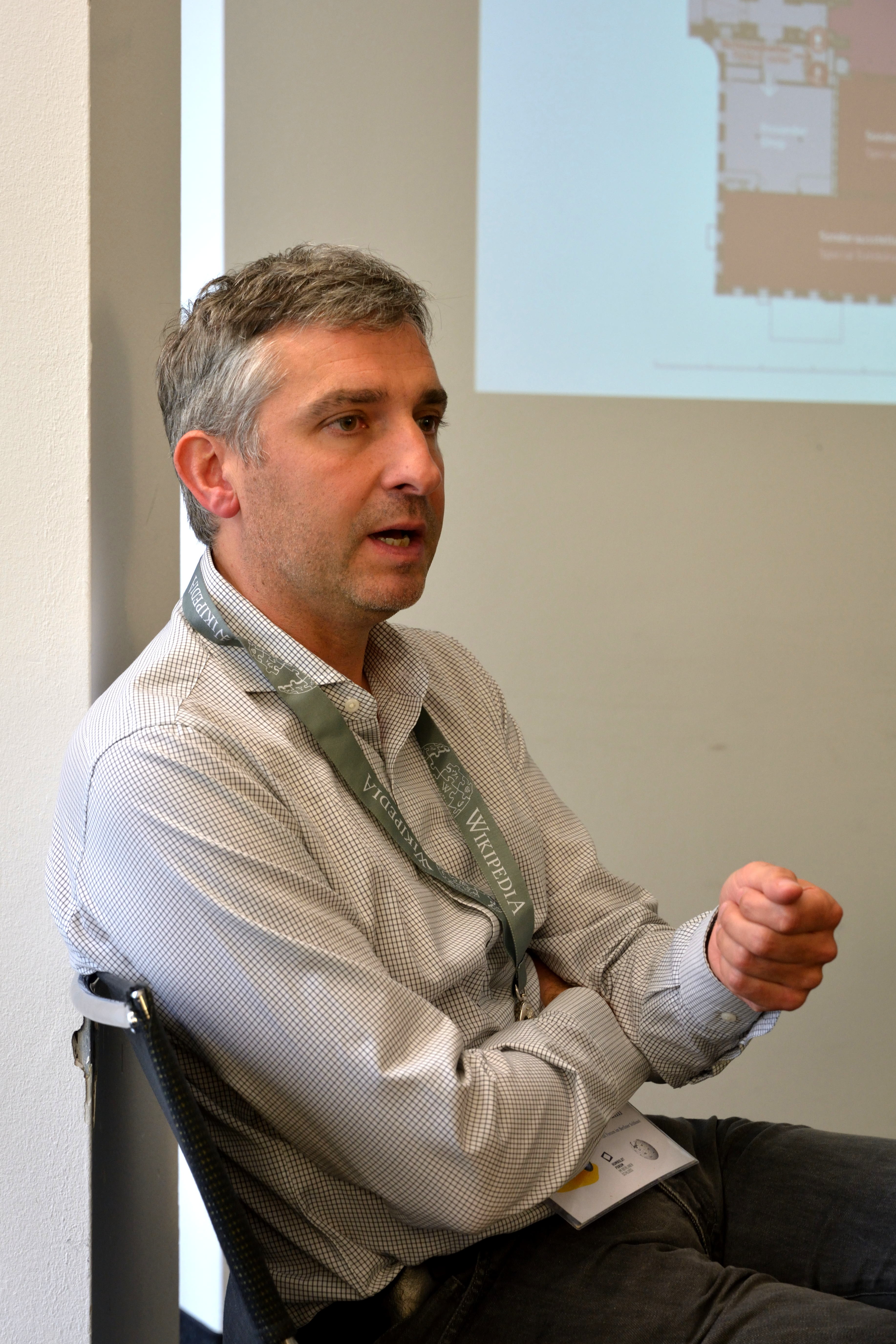
Alfred Hagemann im November 2018

Alfred P. Hagemann (* 28. August 1975 in Kusel/Pfalz) ist ein deutscher Kunsthistoriker.

## Leben
Hagemann studierte Kunstgeschichte, Anglistik-Amerikanistik sowie Vor- und Frühgeschichte an der Humboldt-Universität Berlin sowie der TU Berlin und der Universität Halle (Saale). Danach war er 2001 in Großbritannien in der Denkmalpflege tätig. 2005 legte er seine Doktorarbeit mit dem Titel Wilhelmine von Lichtenau – zur Rolle der Auftraggeberschaft im Berliner Frühklassizismus vor.
Von 2008 bis 2018 war er wissenschaftlicher Mitarbeiter der Stiftung Preußische Schlösser und Gärten Berlin-Brandenburg und verantwortete als Kurator verschiedene Ausstellungen:
- 2009 Dauerausstellung im Schloss Schönhausen in Berlin
- 2012 die Ausstellung „Friederisiko“ aus Anlass des 300. Geburtstages von Friedrich II. im Neuen Palais in Potsdam
- 2015 die Ausstellung „Frauensache. Wie Brandenburg Preußen wurde“ im Theaterbau von Schloss Charlottenburg.

Seit 2018 leitet er den Bereich „Geschichte des Ortes“ am Humboldt Forum im Berliner Schloss.